# Jinbō Nagatsuna
Jinbō Nagatsuna (神保 長綱?; ... – 1511) è stato un samurai giapponese del periodo Sengoku appartenente al clan Jinbō.
Era cugino di Jinbō Yoshimune della provincia di Etchū a quel tempo guida del clan. Combatté numerose battaglie contro il clan Nagao di Echigo a sostegno del cugino Yoshimune. Tuttavia nel 1510 Nagatsuna e suo fratello Jinbō Nagakiyo cospirarono con Nagao Tamekage per rovesciare il cugino. Furono comunque scoperti e giustiziati assieme alla gran parte della loro famiglia. Questo evento indebolì gravemente il clan Jinbō.